# Велики човеколики мајмуни
Велики човеколики мајмуни (лат. Hominidae — Хоминиди) су група примата, који према савременој номенклатури обухватају човека и друге велике човеколике мајмуне (орангутане, гориле и шимпанзе). Хоминиди су данас представљени са четири рода и седам врста.

## Систематика хоминида
Традиционална зоолошка номенклатура у хоминиде је убрајала савременог човека и његове непосредне претке, али не и човеколике мајмуне.
Најстаријим хоминидом сматра се врста Sahelanthropus tchadensis. Фосили ове врсте су малобројни — делови шест јединки пронађени су на једном локалитету у Чаду. Процењена старост ових фосила је 6—7 милиона година, што је старије од података молекуларне генетике о времену раздвајања еволуционе линије која води ка шимпанзама од линије људи.
Породица хоминида обухвата две потпородице и 15-16 родова:
потпородица 
род  †
род  †
род  †
род  †
род 
род  †
потпородица 
род  †
род  †
род 
род 
род  †
род  †
род  †
род 
род  †
род  †